# Subramanian Bhupathy
Subramanian Bhupathy, auch Subramaniam Bhupathy geschrieben, (* 17. Juli 1962 in Nayaganaipiriyal, Tamil Nadu, Indien; † 28. April 2014 in den Agastya Malai-Bergen, Kerala, Indien) war ein indischer Herpetologe, Ornithologe und Naturschutzbiologe.

## Ausbildung
Bhupathy erwarb im Jahr 1985 einen Master of Science-Abschluss am A.V.C. Anbanathapuram Vahaira Charities College, Mayiladuthurai, Indien. Anschließend wechselte er zur Rajasthan University in Jaipur, Rajasthan, Indien, wo er 1991 zum Doctor of Philosophy (Ph.D.) in Zoologie (Ornithologie) promoviert wurde. In seiner Promotionszeit arbeitete er von 1985 bis 1990 als Nachwuchswissenschaftler für die BNHS Bombay Natural History Society, Mumbai, Maharashtra, Indien.

## Forschungstätigkeit
Von 1991 bis 1993 forschte Bhupathy als wissenschaftlicher Mitarbeiter am WII Wildlife Institute of India in Dehradun, der Hauptstadt von Uttarakhand, Nordindien. Im Jahr 1994 erhielt er eine Stelle als Wissenschaftler am SACON Salim Ali Centre for Ornithology and Natural History, Coimbatore, Tamil Nadu, Indien, wo er ab 1999 die Position eines Senior scientist innehatte.
Seine Arbeitsschwerpunkte waren Eidechsen und Schlangen, hier besonders der Tigerpython, außerdem Vögel und Meeresschildkröten. Darüber hinaus engagierte er sich im Artenschutz und untersuchte die Mortalität von Reptilien durch anthropogene Ursachen wie Verkehr. Viele seiner Studien fanden in den südlichen Westghats statt, die biogeografisch ein ökologischer Hotspot der Biodiversität in Indien sind.

## Kommissionstätigkeit bei der IUCN
Seit 1991 war Bhupathy ein Mitglied der Species Survival Commission South and Southeast Asian Reptile Specialist Group bei der IUCN International Union for Conservation of Nature, die auch die Rote Liste gefährdeter Arten herausgibt. Im Jahr 1994 wechselte er dort in die Species Survival Commission Turtle and Tortoise Specialist Group.

## Ehrungen
Im Jahr 2015 wurde Bhupathy posthum als drittem Wissenschaftler der Turtle Conservation Appreciation Award der Tortoise and Freshwater Turtle Specialist Group der IUCN zugesprochen. Die Würdigung wird seit 2010 verdienten Forschenden posthum zuerkannt. Die Widmungstext lautete:

„For Significant Contributions to the Conservation and Biology of Indian Chelonians, and in Honor and Appreciation of His Leadership and Commitment to Turtle and Tortoise Conservation.“

Für bedeutende Beiträge zur Arterhaltung und zur Biologie der Grünen Meeresschildkröte Indiens und in Ehre und Anerkennung seines Engagements als Vorreiter für den Schutz von Meeres- und Landschildkröten.
Als Würdigung seiner Person und im Gedenken an seine engagierte wissenschaftliche Arbeit wurden die neu entdeckten Arten
Nasikabatrachus bhupathi (2017), Uropeltis bhupathi (2018) und Bufoides bhupathyi (2023) nach ihm benannt.

## Privatleben
Subramanian Bhupathy war seit 1994 mit seiner Frau Panchanathan verheiratet. Zusammen hatten sie zwei Kinder, eine Tochter, Chitra Bhupathy, und einen Sohn, Suntharam Bhupathy. Am 28. April 2014 kam Bhupathy bei der Feldforschung im Stammesgebiet der Kani in den Agastya Malai-Bergen in Kerala durch einen Unfall zu Tode.